# Lophomachia lalashana
Lophomachia lalashana är en fjärilsart som beskrevs av Inoue 1986. Lophomachia lalashana ingår i släktet Lophomachia och familjen mätare. Inga underarter finns listade i Catalogue of Life.